# アルファロケット
アルファロケットとは、東京大学生産技術研究所AVSA班（現宇宙航空研究開発機構宇宙科学研究所）が計画していた観測ロケット、またそれを用いた観測用ロックーンである。開発名は「フライイング・ランス」。

## 計画としてのアルファ
ペンシルロケット開発以前のロケット開発計画ではタイニーランス, ベビーランス, フライイングランスと大型化し、開発を進める計画であった。これが後にペンシル, ベビー, アルファと改名される。当初計画の最終型がこのアルファロケットである。アルファロケット以降はアルファを多段式としたベータ、カッパと開発を進め、最終的に高度100kmに20kgのペイロードを打ち上げるオメガを開発する予定であった。

## 実機としてのアルファ
国際地球観測年(IGY)の間に有意な観測を行うことが可能な観測ロケットを打ち上げるためには、開発計画を加速する必要があった。この為、地上発射式観測ロケットは、ベビーロケットの後継としてカッパロケットを開発することになった。しかし、アルファロケットのモータは既に完成しており、地上燃焼試験まで行われていた。その頃、地上発射式観測ロケットと並行して気球発射式観測ロケット（ロックーン）の開発も進められており、ベビーロケットを用いた飛翔実験が既に行われていた。ロックーンでは気球によって持ち上げることができる重量に制約があり、この為にアルファロケットがベビーロケットの後継として用いられることになる。ロックーンとしては1957年4月末に2機が飛翔した。質量比の悪さなどから、以後の計画はシグマロケットに引き継がれた。

## 仕様
- 全長：1.5 m
- 直径：80 mm
- 推薬重量：3 kg
- 推力：525 kgf
- 燃焼時間：1.14 s

## 関連事項
- 観測ロケット
- 宇宙科学研究所
  - ペンシルロケット
  - ベビーロケット
  - カッパロケット
  - パイロケット
  - シグマロケット